# Elena Risteska
Elena Risteska (født 27. april 1986) er en makedonsk sanger hun begyndte med at synge i 2003, hvor hendes første album udkom.
I 2006 deltog Elena Risteska i Eurovision Song Contest for Makedonien.
Hun har blandt andet lavet albummet Den i Nok.